# Estación de Le Vésinet - Le Pecq
La estación del Vésinet - Le Pecq (antiguo nombre Le Pecq)  es una estación ferroviaria francesa situada en el municipio del Vésinet, cerca de Pecq, en el departamento de Yvelines en la región Isla de Francia.
En 2015 utilizaron la estación 2 017 145 pasajeros

## Servicios

### Servicio de trenes
Por la estación pasan los trenes de la línea A del RER que recorrne la rama A1 de Saint-Germain-en-Laye. La frecuencia es de 10 minutos en las horas punta, 12 en las horas valle y 15 por las noches. La estación sirve como término de algunos trenes en las horas punta.

### Intermodalidad

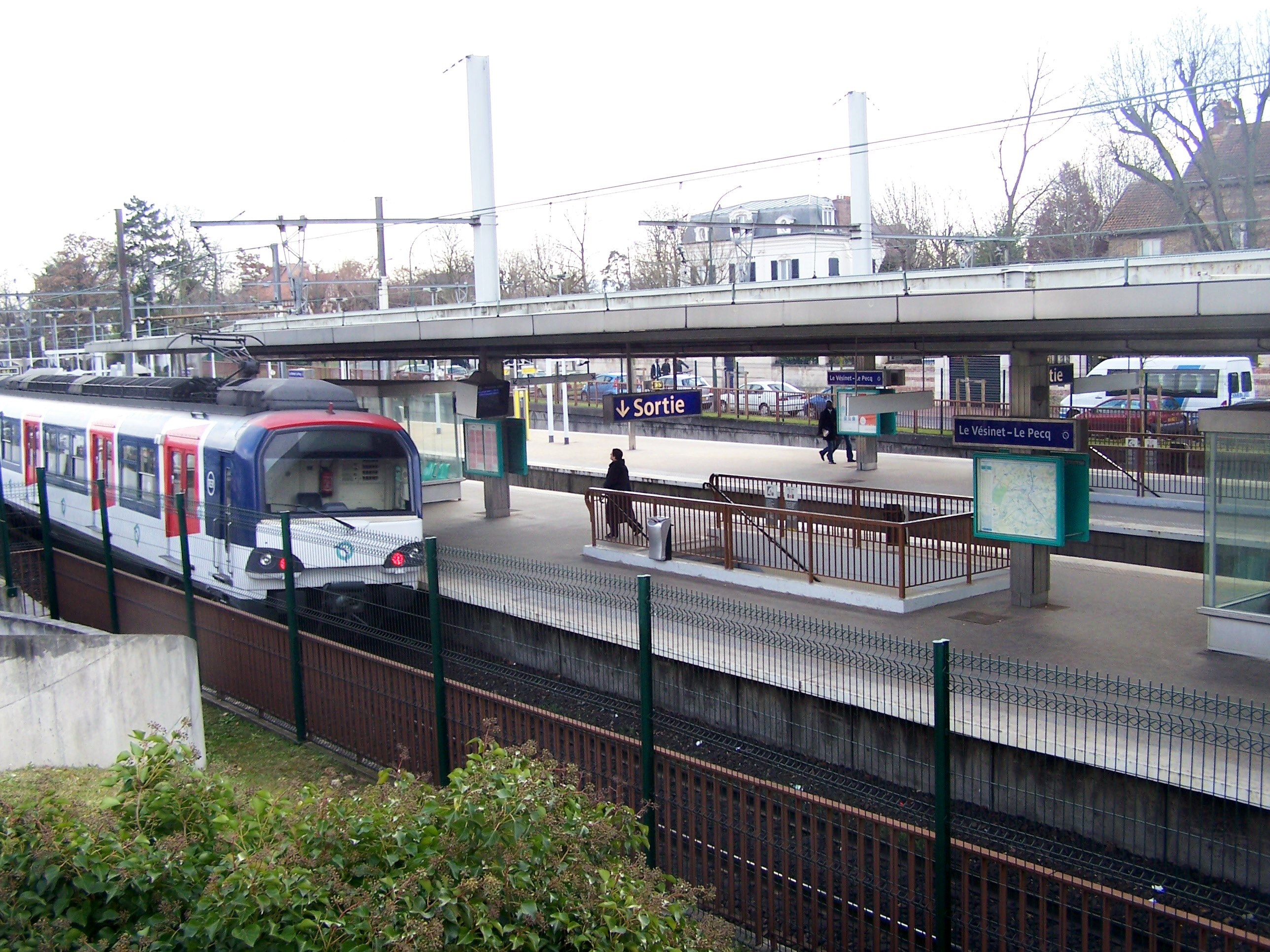
Los andenes de la estación

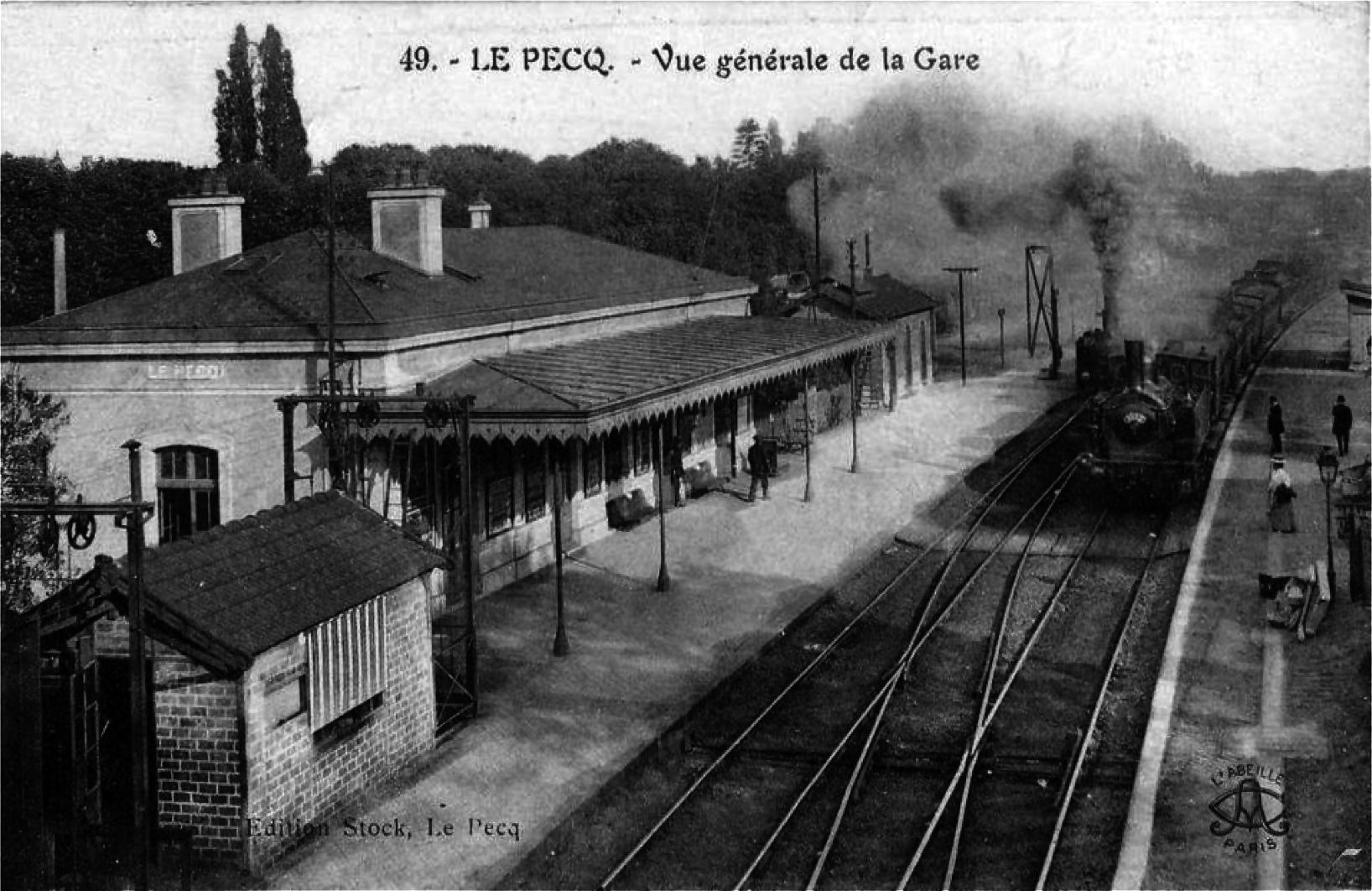
La estación hacia 1900, con el edificio de viajeros de 1847.

Por la estación pasan las líneas A, C, F, G y M de la red Bus en Seine, las líneas 20 y 21 de lade la red Entre Seine et Forêt y, por la noche, la línea N153 de Noctilien.

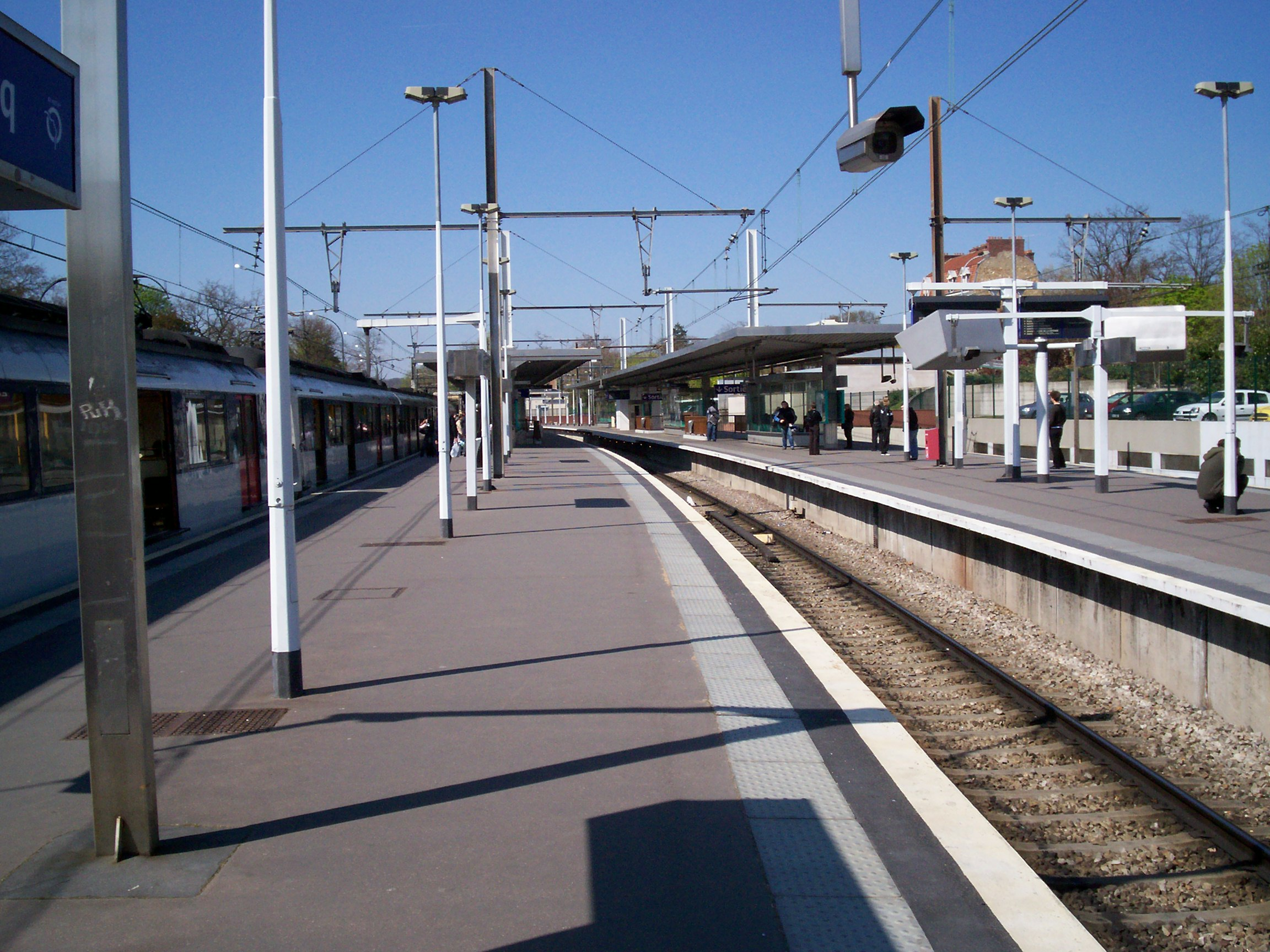
Vista de los dos andenes.